# سامسونگ گلکسی بادز ۲
سامسونگ گلکسی بادز ۲ (انگلیسی: Samsung Galaxy Buds 2) در ۱۱ اوت ۲۰۲۱، در رویداد گلکسی آنپکد و در کنار سامسونگ گلکسی واچ ۴ معرفی شد. بادز ۲ به عنوان جانشین بادز پلاس در نظر گرفته شد و تولید بادز پلاس نیز بعد از معرفی از بادز ۲ متوقف شد. بادز ۲ شامل حذف نویز فعال است و هزینه کمتری نسبت به بادز پرو دارد و به دلیل عملکرد خوب نسبت به قیمت مورد ستایش قرار گرفت.

## مشخصات[۴][۵][۶][۷]
| محصول         | گلکسی بادز ۲ (بلوتوث®)                                                                     |
| ابعاد هدفون‌ها | ۱۷٫۰ در ۲۰٫۹ در ۲۱٫۱ میلی‌متر                                                               |
| وزن هدفون‌ها   | ۵ گرم                                                                                      |
| ابعاد کیس     | ۵۰ در ۵۰٫۲ در ۲۷٫۸ میلی‌متر                                                                 |
| وزن کیس       | ۴۱٫۲ گرم                                                                                   |
| اتصالات       | بلوتوث ۵٫۲                                                                                 |
| حسگرها        | سنسور شتاب، سنسور هال، سنسور مجاورت، سنسور لمسی.                                           |
| باتری         | هدفون‌ها: لیتیوم یونی با ظرفیت ۶۱ میلی‌آمپر ساعت کیس: لیتیوم یونی با ظرفیت ۴۷۲ میلی‌آمپر ساعت |
| شارژ          | شارژ بی‌سیم (روش القای مغناطیسی WPC)                                                        |